# モスラ (初代および昭和ゴジラシリーズ)
モスラ (Mothra) は、1961年の映画『モスラ』をはじめとする東宝製作の怪獣映画に登場する架空の怪獣。本項目では、このうち同作品に登場する初代および昭和ゴジラシリーズに登場するモスラを扱う。

## 映画『モスラ』（1961年）
映画『モスラ』（1961年）に登場。
インファント島にその遺物を残す古代文明と密接に関係すると推測される、碑文に刻まれた精神文化を継承する平和の象徴ともいえる島の守護神のような大怪獣。幼虫は糸、成虫は毒鱗粉と巨大な羽根による飛行時の風速500メートルの旋風を武器とする。
善悪の判断能力がなく、小美人が興行師ネルソンに連れ去られたため、ネルソン一味に殺された島の原住民の願いを受け、洞窟の奥に隠されていた卵が洞窟奥の広間の神殿上の岩が崩壊したことで露出し、原住民の踊りと小美人の歌によって活性化したことで孵化し、小美人のテレパシーを感知して東京に上陸してきた。幼虫の形態で180メートルにまで巨大に成長してポリネシア海域から北上し、洋上を泳いで衝突した豪華客船を破壊するが、日本の領海内に侵入したところで自衛隊の激しいナパーム攻撃を受けたことで姿を消す。その後、地中を移動して、東京第三ダム、横田基地、青海街道、渋谷、芝にわたってビルや周囲の建築物を破壊し、東京タワーをへし折ってカイコのように繭を張って短期間で羽化して成虫に変態する。今度はネルソンの逃亡先であるロリシカ共和国のニューカーク市を羽で巻き起こす旋風で破壊するが、福田善一郎たちがロリシカ空港の滑走路にインファント島の紋章を描き、着地したところに返された小美人を連れてインファント島へ帰る。
- 関連資料などでは初代モスラと表記される[出典 20]。
- 幼虫の演技者は手塚勝巳[出典 21]、中島春雄[出典 22]、関田裕[15][17]ほか。手塚と中島以外は現場スタッフであったとも言われる[44]。
- 原作での小美人の発光設定の残滓から、この作品の幼虫のみ、夜間の海上とダムで光り輝いている[15]。ただし、以後のシリーズで発光する描写は見られず、設定にも表記されたことはない。また、成虫は後年のシリーズのものと比較すると、足が細いなど、昆虫の要素が色濃く残されている[45]。
- 原作『発光妖精とモスラ』では繭を作る建造物は国会議事堂で、脚本第1稿でもこれに準じていたが[8]、60年安保をモチーフにした部分があり、政治性が強いという理由から変更された[要出典]。また、脚本第1稿では初上陸地点は鎌倉が予定されていた[46][47]。脚本では、小河内ダムで姿を消した後に横田基地の滑走路から現れると記されていた[15]。決定稿では、成虫がロリシカ国のジェット迎撃隊と交戦するという展開も存在し、ラストシーンはモスラが宇宙へ飛び立つというものであった[46]。
- 幼虫が東京を襲撃するシーンでは、初代ゴジラと同様に画面の上手から下手へ進行しており、人類を圧倒する強者であることを示している[48]。幼虫が東京タワーを破壊するシーンは、幽玄のようなイメージで、表現されている[17]。
- 鳴き声には、子供用バイオリンと電子オルガンを用いている[49]。
- 助監督を務めた中野昭慶によれば、スタッフの間では幼虫が「チョココロネのようで美味しそう」という評判であったという[50]。
- 原子熱線砲で成虫を攻撃する、宣伝用のコラージュ写真が作られた[17]。

### デザイン（初代）
幼虫・成虫とも、デザインは特殊美術の渡辺明が担当。造形を担当した村瀬継蔵によれば、渡辺はモスラをリアルな生物として考えていたが、特技監督の円谷英二はカラフルにすることを要望し、両者の間でやりとりがあったという。
1960年11月24日の読売新聞には、漫画家の阿部和助が描いた長い脚の生えた成虫のイラストが掲載された。羽の長さ100メートル、胴の長さ70 - 80メートルと書かれている。

### 造形（初代）
幼虫・成虫とも、造形は利光貞三、村瀬継蔵、八木勘寿、八木康栄による。
幼虫
幼虫は3尺ほどの操演ミニチュアが、東京タワーに接近する俯瞰の遠景シーンや、モスラの全身をやや遠景で画面に収めるようなシーンなどで使用されるモーター動力を内蔵した自走式の2尺のものと、プール撮影や東京タワーのシーンなどで使われた操演用のものと用意された。
特撮班カメラマンの富岡素敬は、幼虫は這っているため、ローアングルで撮りやすかったと述べている。
巨大ぬいぐるみ
渋谷から東京タワーに迫るシーンの幼虫は、高さが6尺ほど（約2メートル）、長さ33尺（約10メートル）、重さ約120キログラムほどもある製作費200万円の大型のぬいぐるみで撮影された。建築物の破壊シーンや少し寄り気味となるようなカットなどで多用された全長6 - 7尺のタイプは、操演技術によって表現されている。
タケと金網の骨組みにラテックスを塗った布とスポンジを被せたものを節ごとに作っており、節と節の間は石膏を入れていた麻袋で繋いでいる。村瀬は、このモスラの顔の周りにフジツボをつけ、籐のヒゲを生やして生物感を表現している。
演技者は手塚勝巳を先頭に総勢8人が入って動かしている。俳優だけではなく、美術スタッフの若手も参加していた。この手法は『空の大怪獣 ラドン』に登場したメガヌロンでも用いられていたものであり、手塚はメガヌロンの先頭に入っていた経験から先頭操作に抜擢された。俳優は中で横棒をつかむ構造になっており、靴は白い長靴を着用していた。高さのある前方は俳優が立っていられたが、低くなる後方は中腰や前かがみの状態で歩かなければならず、後方には呼吸のための横穴が開けられていた。
本番前のテストでは、俳優はぬいぐるみを被らず、ロープを持って連なった状態で歩いた。本番では少しずつ進みながらカットを繰り返しており、複数のカメラで撮影しているため、万が一NGとなってもいずれかのアングルで使えるよう万全の体制がとられていた。スクリプターの鈴木桂子は、俳優らは周囲が見えずスムーズに歩けなかったため、NGが多かったと証言している。中島は、掛け声をかけながら進んでいくだけなので芝居ではなかったと述べている。
小説家の木原浩勝は、このような巨大な造形物を用いた理由について、画面に入り切らない大きさとすることで人間が止められない巨体を体感させることや、火薬の威力を下げずに爆発を小さく見せるためであったものと解釈している。
この大型のモスラ幼虫は、同年製作の坂本九主演映画『アワモリ君乾杯!』の劇中で、東宝撮影所が写るシーンにも登場する。劇中では「モスラ始動スイッチ」を入れると動き出した。
自走式
自走式の制作は、機械担当の飯島周治郎が手掛けた。美術の井上泰幸はオートバイのエンジンを用いていたと証言しているが、模型電飾の鈴木昶は100ボルトのモーターでキャタピラを動かしていたと証言している。美術の青木利郎や模型電飾の高木明法も、エンジンのものは試したものの使えなかっただろうと推測している。
水上用
6 - 7尺と思われる水上用には、当初丸太を用いたものが用意されたが水に浮いてしまうため、重りを入れた金属製の骨格にスポンジを貼ったものが用いられた。昼間の海を進むシーンは、東宝撮影所の大プールでの撮影のほか、馬入川でヘリコプターによる空撮も行われた。大プールの撮影では、飯島周次郎が考案した、ダンプカーのエンジンの油圧シリンダーを改造した上下動装置を仕込んでいる。この装置は、油圧のままではプールの水に油が浮いてしまうため、中を水に変えて外部から空気圧をかけるかたちとなっており、中の水が抜けるまで7回ほど上下可動が可能であった。操作は鈴木昶が行い、プールを移動する幼虫と並行して走るジープの上からワイヤーで操作した。
その他の造形物
卵から孵化するシーンでは2尺ほどのギニョールが用いられた。卵は石膏製。現状では繭そのものの造形情報はほぼ不明で、中に夜間の幼虫が見えるもの、翌朝のもの、原子熱線で焼けるものはそれぞれ異なる造形物となっている。卵のヒビは、1コマずつナイフで傷を入れていくストップモーション・アニメーションで表現された。
糸
幼虫が吐く糸は、ゴム糊をシンナーで溶き、口に仕込んだ銅パイプから酸素ボンベを用いて噴出させ表現した。ギニョールではなく造形物の中に装置を仕込んでいるため、口元のアップではなく全身を映したワンカットで東京タワーに糸を吐くシーンを撮影している。監督の本多猪四郎は、これを円谷の名案であったと評している。
東京タワーなどに糸を巻き付ける際は、小型扇風機の中央に液状の硝化綿を入れて重ねた椀を取り付け、これを回転させることで椀の隙間から綿飴のように硝化綿を吹き出している。この装置は小道具の山本久蔵が制作した。助監督を務めた中野昭慶によれば、装置自体は天井に張った蜘蛛の巣の表現などで以前から用いられていたものであり、山本がこれを用いることを提案したという。硝化綿は火薬の原料であるため、取り扱いは火薬担当が行っていた。

成虫
成虫は大中小3種類のミニチュアが用意された。空港に降りたところやはばたくカットを演出する寄りに近いシーンなどで使用された大サイズは翼長が2メートルを超える。造型バランスは中サイズが最も整っており、宣伝スチールにも用いられている。
体毛は植え込みではなく、アクリル素材のボアを貼って処理している。これはメンテナンス作業などで毛が抜け荒々しくなるが、村瀬はそれが生物らしく見えたと評している。
電飾が内蔵された目の複眼は楕円形で、ポリ樹脂が使われた。村瀬は、ビー玉で多数の窪みをつけた型に樹脂を流して複眼を作り、内側にはくしゃくしゃにしたアルミホイルを貼って電飾の光が乱反射するようにしている。
翅の模様は、実在の蛾の羽を参照して村瀬が塗装している。羽ばたきは、巨大感を出すために羽が順送りにしなる表現が求められ、籐の芯に天竺布を貼って翼が作られた。さらに操演用のクレーンに木枠を2枚、蝶番で合わせたものを用意して翼を吊り、映像に見られる雄大な羽ばたきを実現している。操演の中代文雄は、このような構造になった理由について、カメラに映らない細いピアノ線を用いつつ、線が切れないよう均等に力がかかるようにするためであったと証言している。また、特撮班カメラマンの富岡素敬は、太いピアノ線は色を塗っても映ってしまうため、切るように頼んだと述懐している。骨組みが重く、布も厚手のため羽根は重量があり、村瀬によれば、動かすたびに蝶番に負荷がかかって歪むため、撮影後は毎晩メンテナンス作業を行っていたという。また、鈴木昶によれば、操演時には羽ばたきで体がぶれてしまうため、体の一部が映らないカットでは胴体に鉄パイプをつけてスタッフが見えない位置から支えていたという。ニューカーク市上空や羽化直後のモスラの多くは、中サイズのもので、羽根の扱いやすさとしなり具合のバランスは、一番良かった模様。中サイズの翼長は約1.6メートル。小サイズのモスラによって、遠景の飛行シーンが表現されており、羽根の動きは軽く上下させるという程度となっている。超遠景での羽ばたきは、アニメーションによって表現されている。
繭から出るシーンでは、翼を外している。骨組みが外された羽根がその次のカットで覗き、その次で繭から飛び立つカットとなっている。
繭の表面は硝化綿製で、炎上シーンでは燃えやすくなっている。

## 昭和ゴジラシリーズ

### 『モスラ対ゴジラ』
映画『モスラ対ゴジラ』（1964年）に登場。
成虫と、新たに卵から孵化した双子の幼虫の計3体が登場。
卵は「土の中でやっと大きくなった」と小美人が語っていることからも、産む際にはもっと小さかったことがうかがえる。
インファント島の洞窟内にある祭壇のような場所・聖なる岩に鎮座して役割を果たしていた。
成虫は、産んだ卵が日本を1964年9月2日の夜半から3日にかけて横断したカラミテー台風（架空の台風）による津波でインファント島から流出し、9月4日の早朝に日本の静岡県田方郡静之浦村海岸まで漂着し、その卵を襲おうとするゴジラから守るべく、産卵し余命が短い状態を承知で日本に飛来する。ゴジラを羽から放つ風速70メートルの衝撃波と6本の脚で尾を掴んで引きずり回す攻撃、そして放射能火炎を回避する機敏性で苦しめ、鱗粉攻撃でゴジラを追い詰めるが、放射能火炎が直撃して顔と羽を焼かれると、卵を羽で覆い被さるようにして着陸し、寿命が尽きてしまった。
卵から孵化した2体の幼虫（赤い目の個体と青い目の個体）は、静之浦から海を渡って岩島に上陸し、物陰を利用しながらのテレパシー能力による連携攻撃でゴジラを翻弄した末に繭糸（粘着糸）で縛って動きを封じて海へ沈めて勝利し、インファント島に帰還する。このうち1体（青い目の個体）は、帰還後に死亡している（後述）。
- 関連書籍などでは、成虫を初代と同一個体として幼虫を二代目モスラとするものと[出典 60]、成虫を初代と別個体の二代目モスラとして幼虫を三代目モスラとするもの[40]が存在している。
- 前作『キングコング対ゴジラ』のヒットを受け、ゴジラシリーズが本格的に世界市場を目指すこととなり、モスラも登場作品の『モスラ』が世界配給されて海外でも知名度を得ていたことから、ゴジラの対戦相手として選ばれた[132]。
  - ゴジラが操演怪獣と対決するのは本作品が初である[133]。ゴジラのスーツアクターを務めた中島春雄によれば、成虫との戦いではゴジラの動きに合わせて操演スタッフが操作を行っていたといい、細かい打ち合わせはしなかったが操演スタッフがテストでの中島の動きを憶えて合わせていたと証言している[133]。
- 孵化した際の双子は青い目と赤い目だったが、島に上陸した際はいずれも青い目になっている[79]。
- 設定では幼虫は40メートルあるが、実際の映像ではゴジラよりもだいぶ小さめとなっている[134][注釈 32]。成虫はゴジラとの対比のために前作より翼長が小さくなっているが[12]、両者を同一個体とする書籍『大ゴジラ図鑑2』では、老年期であるためと記述している[131]。
- 本作品で初めて鱗粉を使用した[135][136]。絵コンテ（ピクトリアルスケッチ）では、翼チョップや脳天逆落としなどの技が描かれていた[137][138]。
- 劇中でのハッピー興行社の熊山がモスラの卵を買い取った価格は122万4,560円[出典 61]。卵1個あたりの卸値8円が15万3,820個分という計算だと説明されているが、個数の換算がどのように算出されたものかは明らかになっていない[139][89][注釈 33]。また、卵をハッピーセンターへ移動した方法についても明確になっていない[139]。

#### 造形（モスゴジ）
幼虫・成虫とも頭部造形は利光貞三、胴体は八木勘寿、八木康栄、村瀬継蔵による。本作品のために新規造形された。
顔は初代がふくよかな丸顔であったのに対し、幼虫は骨ばった感じで、目の周りの凹みも丸かったものから四角くなっている。口の形状は、実際のガとは異なり、幼虫と成虫が同じものであり、幼虫・成虫とも初代に比べて大きく四角くなっている。また、成虫の翼の形状は前後の羽根の間隔が空いて明確に4枚羽に見えるのが特徴である。
大きめの3対6本の脚が頭部にあり、ブラシのような毛が体側に並んで生えている。幼虫・成虫ともに尻尾の先は三つ又になっている。
成虫
大・中・小と異なる大きさのものが作られた。大サイズはゴジラの着ぐるみと同スケールである。
成虫の新規造形版は複眼が真円に近いのが特徴で、複眼を表現する無数の丸い凹みが前作では裏側だったのが、本作品では表面にうがたれており、内部に仕込まれた豆電球で発光する。豆電球は多数が並べられており、光源を複数にすることで角度によって光が変わることを意図している。設定上は前作より小さいが、造形物は大きくなっている。
頭部と口、腹、6本の脚それぞれが電動モーターによるリモコン操作で動く。くちばし（咀嚼口）は木製から樹脂製になった。体毛は、細かく切ったボアをボンドで貼りつけている。
翼は前作同様、天竺布で作られた。翼の模様は島倉二千六が手掛けた。翼の内側の骨組みは竹からグラスロッドに替わった。これらの改良により、より生物的な動きが可能となった。羽ばたきは天井に設置した木製の枠組みを上下させて表現している。ゴジラのスーツアクターを務めた中島春雄は、自身の動きに合わせてモスラを操作していた操演部の技術を評価している。
脚の動きについは、高木明法は「操演で動かしている」、青木利郎は「ブラブラさせているだけ」と証言している。大サイズの左右3本ずつの足のうち、後2本は連動しており、飛行中も絶えずに動いている。中サイズは、脚が折りたたまれている。
成虫の小サイズモデルは前作から流用され、遠景による飛行シーンなどで使用された。全景カットによるゴジラを引きずる戦法の描写では、ゴジラの2尺モデルとスケールを合わせた中サイズの造形物が使用された。

幼虫
『モスラ』では6人の演者が入る巨大な着ぐるみであったのに対し、本作品ではゴジラと絡む都合から、設定上も小さくなり、造形物も小ぶりで機械仕掛けのものとなっている。
幼虫は、モーター走行の中サイズものと、ギニョールの2タイプが、双子ということで2つずつ作られた。いずれも同じ原型から作られた。尻尾に噛みついた際の幼虫は、ギミックが内蔵されていないアクション用が使用された。
胴体はエバーソフトの直付けで制作された。くちばしは木製の芯にゴムを塗ったもの。村瀬は、幼虫のラテックスの表皮に艶を出そうと塗装の上にソフトビニール素材「ビニール・ゾル」をコーティングしている。これは特技監督の円谷に大変喜ばれたため、村瀬は円谷の喜ぶ顔が見たくて撮影で剥がれるたびに毎回手間をかけてコーティングを施し直したという。村瀬は平成になって請け負った『ゴジラvsモスラ』でも、幼虫にこのビニール・ゾルのコーティングを施しているが、製品の進歩によってメンテナンスは容易になったという。
走行用の車輪は体側に生えた毛で隠されている。自走式のミニチュアの内部メカは、のちに『ウルトラQ』の怪獣ナメゴンの自走ギミックに流用されている。
幼虫の体色は『モスラ』での淡いベージュから、光沢のある赤茶色に変更されている。本作品で円谷の監督助手を務めた中野昭慶の回想によると、「子供の好きなチョコレートパンのイメージ」であったという。村瀬継蔵は、初代と変化をつける意図があったことを述べている。

糸
幼虫が噴き出す糸は、ゴム糊をシンナーで溶いたものをスプレーのようにコンプレッサーで噴き出して表現した。撮影の際には、スタッフの顔にもゴム糊が付着したという。助監督を務めた中野昭慶は、これが目に入ってしまい、失明しかけた。中島春雄も、糸のシンナー系の臭いや、付着した際の粘つきなどで苦労したという。

卵
卵は、遠景シーンはマット画による合成で、本編班では部分的に造られた実物大の造形物で表現された。本編カメラマンの小泉一は、造形物が下半分だけのために影も半分しかなく、引きの画での撮影ができず苦労したことを語っている。
特撮での海上の卵はFRP製、幼虫誕生シーンでの卵の殻は石膏製。幼虫から孵化するシーンでは、人間が卵の中で前半分のギニョールに手を入れて操作している。

### 『三大怪獣 地球最大の決戦』
映画『三大怪獣 地球最大の決戦』（1964年）に登場。
前作と同様に光沢のある赤茶色のボディに、赤い眼の幼虫が登場。『モスラ対ゴジラ』に登場した幼虫と同じ個体とされるが、2体のうち1体（青い眼の個体）は「一つ死んじゃったのよ」と劇中で小美人が語っており、インファント島で死亡したという。
キングギドラの来襲に際し、小美人の祈りによってインファント島から呼び寄せられて日本に上陸し、富士山麓に至る。ゴジラとラドンに共闘を呼びかけるも「いつも我々をいじめてきた人類を守る必要はない」と拒否され、やむなくキングギドラに単独で立ち向かうが、勝負にならない悲壮な姿はまもなくゴジラとラドンの心を動かし、共闘の末にキングギドラを宇宙へ撃退する。なお、共闘の際にはラドンの背に乗って飛翔し、キングギドラを空中から噴射した繭糸でがんじがらめにする活躍を見せている。
- 前作『モスラ対ゴジラ』での、モーター動力による自走式と操演用モデルの2種の造形物の流用[出典 74][注釈 40]。

### 『ゴジラ・エビラ・モスラ 南海の大決闘』
映画『ゴジラ・エビラ・モスラ 南海の大決闘』（1966年）に登場。
成虫が登場。上の2作品に登場した幼虫が変態した姿ともされるが、劇中では特に言及されておらず、不明。足の指が3本になっている。
最初は眠っていたが、秘密結社「赤イ竹」に拉致されて強制労働をさせられていたインファント島の島民たちを救出するため、復活する。戦うことが目的ではないので、襲いかかろうとするゴジラを羽で薙ぎ払う程度に済ませる。核爆発寸前のレッチ島に飛来し、インファント島民たちの乗った巨大な籠を吊り上げて脱出した。
- タイトルに名前を冠しているものの、モスラの出番自体は少ない[177][164]。登場の理由については、当時の人気調査で一番になったからと東宝取締役の後藤進が述べている[178]。昭和シリーズでの成虫の登場は、本作品が最後となった[179]。
- 造形物は『モスラ』で作られた大型のミニチュアと、『モスラ対ゴジラ』で作られたメインの遠景用の小型モデル[注釈 44]を流用[出典 83][注釈 45]。天竺布の翼には、補強のために針金が縫いこまれている。『モスゴジ』の小型成虫と『モスラ』の成虫を平行して使用するメイキング写真が現存する。[要出典]
  - 『モスゴジ』成虫の頭部はその後も東宝撮影所の特美倉庫で保管されていたが、『ゴジラ』（1984年）の際に行われた倉庫整理で処分された[181]。処分前に同作品スタッフが記念に撮影したスナップが存在する[181]。
- インファント島で眠るシーンは、マット画で表現された[177][178]。レッチ島に飛来するシーンでは、モスラをマスク移動で実景と合成している[177][178]。
- 小美人役のペア・バンビがモスラの頭に乗るシーンでは、モスラの体毛をススキで表現している[182]。撮影所を訪れた2人は殺風景で驚いたという[182]。

### 『怪獣総進撃』
映画『怪獣総進撃』に登場。
怪獣ランドに棲む怪獣として幼虫が登場。赤眼。体色は前作までのものより濃くなっている。前作までの個体やインファント島、小美人との関連性は描かれておらず、不明。
怪獣ランドでは森林から砂浜にかけてゴロザウルスと同じエリアに棲んでいる。キラアク星人に操られ、北京郊外の列車や東京のモノレール駅のあるビルを破壊する。その後、富士山麓でキングギドラと対峙した際にはクモンガと共に繭糸で牽制し、他の怪獣たちの戦いをバックアップする。
- 関連書籍などでは三代目モスラ[出典 91]または四代目モスラ[189]と表記される。モスラの登場作品では初めて、小美人が登場しない[196]。
- ミニチュアは、3尺程度で[185]、地下鉄ビルの壁面を破って現れる木製の造形物、北京で列車を襲う自走式の造形物、胴体が可動する操演用の造形物などが用いられた[出典 92]。いずれも流用か新造かは明らかになっていない[191][注釈 50][注釈 40]。操演用は現存が確認されており[201][202]、現存する最古のモスラ造形物とされる[202]。